# 1-а Олексіївка
1-а Олексіївка (рос. 1-я Алексеевка) — присілок в Касторенському районі Курської області Російської Федерації.
Населення становить 61 особу. Входить до складу муніципального утворення Краснодолинська сільрада.

## Історія
Населений пункт розташований на території українського етнічного та культурного краю Східна Слобожанщина.
Від 2004 року входить до складу муніципального утворення Краснодолинська сільрада.

## Населення
| 2002 | 2010 |
| ---- | ---- |
| 106  | ↘61  |